# Chris Odoi-Atsem
Chris Odoi-Atsem (Mitchellville, 27 maggio 1995) è un ex calciatore statunitense, di ruolo difensore.

## Carriera
Nato a Mitchellville, nel Maryland, Odoi-Atsem si mette in evidenza nel calcio universitario statunitense, precisamente con i Maryland Terrapins, riuscendo ad essere selezionato al SuperDraft MLS 2017 come dodicesima scelta assoluta dal D.C. United.